# Joe Vetrano
Joseph George Vetrano (* 15. Oktober 1918 in Neptune, New Jersey; † 10. Mai 1995 in Berkeley, Kalifornien), Spitzname: The Little Toe, war ein US-amerikanischer American-Football-Spieler. Er spielte unter anderem als Halfback bei den San Francisco 49ers  in der All-America Football Conference (AAFC). 

## Spielerlaufbahn

### Collegekarriere
Joe Vetrano studierte von 1940 bis 1942 an der University of Southern Mississippi und spielte für die dortige Footballmannschaft, den Southern Miss Golden Eagles American Football. Vetrano wurde von seiner Mannschaft als Halfback eingesetzt. Während seiner Spielzeit gewann seine Mannschaft 20 von 15 Spielen. Vier Spiele gingen verloren. Vetrano war einer der Leistungsträger seiner Mannschaft und wurde im Jahr 1965 in die Hall of Fame seines Colleges aufgenommen. Unmittelbar nach seinem Studium schloss sich Joe Vetrano den United States Army Air Corps an, wo er unter anderem in einer Footballmannschaft spielte.

### Profikarriere
Nach Beendigung seines Militärdienstes schloss sich Joe Vetrano im Jahr 1946 den San Francisco 49ers an, die in der neugegründeten AAFC angesiedelt waren. Vetrano wurde von Head Coach Buck Shaw auf verschiedenen Positionen eingesetzt. 1949 konnten die 49ers neun von zwölf Spielen gewinnen. Mit dieser Leistung qualifizierte sich die Mannschaft für die Play-offs. Gegner im Divisional-Play-off-Spiel waren die New York Yankees, die mit 17:7 besiegt wurden. Vetrano erzielte in dem Spiel ein Field Goal und zwei Point after Touchdown (PAT). Die Mannschaft aus San Francisco scheiterte anschließend im AAFC-Endspiel an den von Paul Brown betreuten Cleveland Browns mit 21:7. Vetrano gelang in dem Endspiel ein PAT. Unmittelbar nach dem Spiel beendete Joe Vetrano seine Laufbahn.

## Trainerlaufbahn
Die AAFC musste nach der Saison 1949 aufgrund finanzieller Probleme dem Spielbetrieb einstellen. Die 49ers wurden in die National Football League (NFL) übernommen. Joe Vetrano blieb bei der Franchisce der Mannschaft aus Kalifornien. Er war dort zunächst als Scout tätig. Von 1953 bis 1956 nahm Vetrano das Amt eines Assistenztrainers der Mannschaft wahr. Im Jahr 1967 nahm er für ein Jahr eine Stelle als Assistenztrainer an seinem alten College an. Joseph Vetrano wechselte danach in die amerikanische Autoindustrie. Er starb an Herzversagen und ist auf dem Golden Gate National Cemetery in San Bruno, Kalifornien, beerdigt.